# Josef Nečas
Josef Nečas, né le 8 mars 1952, est un ancien joueur de basket-ball tchécoslovaque. 

## Palmarès
- 3e du championnat d'Europe 1977
- 3e de l'Universiade d'été de 1977